# Edeltrud Marziková
Edeltrud "Trude" Marzik, přechýleně Marziková (6. června 1923, Vídeň – 11. prosince 2016, Vídeň), byla rakouská vypravěčka a lyrická básnířka.

## Život
První básně začala Marziková tvořit již během svých prvních let na škole. Do roku 1945 studovala anglistiku a germanistiku na Vídeňské univerzitě, školu však v důsledku přerušení své studijní činnosti na konci druhé světové války nedokončila.
Po dobu svých studií navštěvovala hodiny hereckého umění, přičemž roku 1944 složila zkoušku z herectví (tzv. zkoušku jevištní vyspělosti). Po válce si zpočátku Trude vydělávala kabaretními představeními u Freda Krause a také představením Lieben Augustin u Fritze Eckhardta. Poté se snažila najít si práci u americké letecké společnosti Pan Am. Kvůli svému zaměstnání a narození syna jí zpočátku na psaní příliš mnoho času nezbývalo. Teprve poté, co její syn odrostl, začaly vznikat básně pravidelně.
Jako "osudovou báseň" označila sama autorka verše Mei Bua, které poprvé přednesla až na svatbě svého syna; tuto báseň pak poslala spontánně rakouskému herci a kabaretiérovi Heinzi Conradsovi. Ten ji následně se stejnou spontaneitou přečetl v jednom ze svých rozhlasových pořadů, což sklidilo velký úspěch. Vídeňská rozhlasová a televizní stanice ORF označila později tuto báseň za průlomový počin, který Marzikovou také proslavil.

## Činnost
Roku 1971 podepsala smlouvu s vídeňským nakladatelstvím Zsolnay, konkrétně šlo od dílo Aus der Kuchlkredenz. Následně vznikla řada několika básnických a prozaických sbírek, vyznačujících se láskyplným humorem a vídeňským půvabem. Třinácté rozšířené vydání knihy Aus der Kuchlkredenz získalo roku 1996 ocenění Zlatá kniha od vídeňského svazu rakouského knižního trhu.
Svou autobiografií Geliebte Sommerfrische (1994) vzdala literární hold fenoménu tzv. letních pobytů a ve spojení s ním i také dolnorakouské oblasti Kamptal, konkrétně obcím Plank a Kamegg ležícím při řece Kamp, kde trávila léto, ale také obci Gars am Kamp, kterou však navštívila jen několikrát. V dolnorakouské Lesní čtvrti (Waldviertel) byla po autorce pojmenována 15 km dlouhá turistická stezka.
Ve své knize Parallelgedichte (1973) přeložila Trude lyrické verše Goetha, Eichendorffa, Rilka, Kästnera a Brechta prostřednictvím vídeňského dialektu (Wienerisch). Většinu svých sbírek napsala Marziková ve svém rodném dialektu. Svou další tvorbu rozšířila dále autorka např. veselou románovou verzí příběhu o Romeovi a Julii s názvem Romeo spätlese (1998), jejíž děj se odehrává v domově důchodců. S ohlédnutím za svou téměř třicetiletou spisovatelskou činností napsala Trude Marziková v roce 2000 knihu Am Anfang war die Kuchlkredenz. K výročí 80 let života autorky vyšla v roce 2003 sbírka Schlichte Gedichte.
Edeltrud Marziková zemřela ve věku 93 let v rodné Vídni.

## Dílo
- Aus der Kuchlkredenz. Gedichte aus Wien. (básně; 1971); 13. rozšířené vydání (1996)

- Parallelgedichte. (básně; 1973)
- Zimmer, Kuchl, Kabinett. Leben in Wien. (1976, 1998)
- Das g'wisse Alter. Gedichte. (básně; 1979)
- A Jahr is bald um. Gedichte. (básně; 1981)
- Die Zeit ändert viel. (1983)
- Hochzeitsreise '45. (1984, 1995)
- Mizzi – ein Mädel aus der Vorstadt. (1985)
- Hin und wieder. Gedichte. (básně; 1985)
- Ehrlich gestanden. Kleine Plaudereien über Fragen, die immer wiederkehren. (1988)
- Wiener Melange. Gedichte. (básně; 1990,1997)
- Weihnachten mit Trude Marzik. Geschichten/Gedichte. (příběhy/básně; 1992, 1997)
- Was ist schon dabei, wenn man älter wird. Gedichte. (básně; 1993, 1994, 1996, 1997)
- So lustig wie's geht. Gedichte. (básně; 1995) Romeo Spätlese. (román;1998)
- Am Anfang war die Kuchlkredenz. Gedichte und Geschichten. (básně a příběhy; 2000)
- Schlichte Gedichte. (básně; 2003)
- Mütter und Großmütter. Gedichte und Geschichten. (básně a příběhy; 2005)
- Meine Lieblingsgedichte. (básně; 2008)

## Ocenění
- 2008: Buchpreis der Wiener Wirtschaft (8.000 Euro)